# Người Mông Cổ (Trung Quốc)

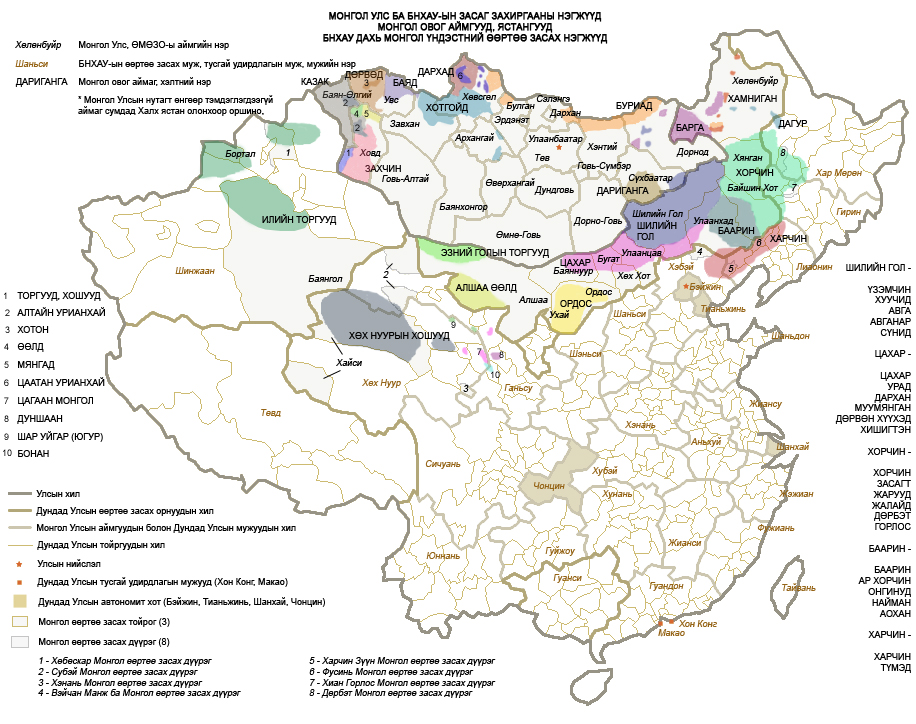
Bản đồ Mông Cổ và các khu vực tự trị của người Mông Cổ tại Trung Quốc

Dân tộc Mông Cổ (Trung Quốc) (Tiếng Trung: 蒙古族 Ménggǔzú, Mông Cổ tộc) là những công dân Cộng hòa Nhân dân Trung Hoa thuộc người Mông Cổ. Họ là một trong 55 dân tộc thiểu số chính thức được Cộng hòa Nhân dân Trung Hoa công nhận. Có xấp xỉ 5,8 triệu người thuộc sắc tộc Mông Cổ sống tại Trung Quốc. Hầu hết trong số đó sống tại Nội Mông, Đông Bắc Trung Quốc, Tân Cương. Một điều đáng chú ý là người dân tộc Mông Cổ tại Trung Quốc nhiều hơn gấp 2 lần so với dân số nước Mông Cổ độc lập (2,7 triệu), trong khi chỉ 85% công dân Mông Cổ là thuộc sắc tộc Mông Cổ. Như vậy, người dân tộc Mông Cổ tại Trung Quốc đông gấp khoảng 2,5 lần người dân tộc Mông Cổ tại Mông Cổ.

## Phân bổ
Phân bổ Người Mông Cổ tại Trung Quốc:
- 68,72%: Khu tự trị Nội Mông
- 11,52%: Tỉnh Liêu Ninh
- 2,96%: Tỉnh Cát Lâm
- 2,92%: Tỉnh Hà Bắc
- 2,58%: Khu tự trị Uyghur Tân Cương
- 2,43%: Tỉnh Hắc Long Giang
- 1,48%: Tỉnh Thanh Hải
- 1,41%: Tỉnh Hà Nam
- 5,98%: Phần còn lại của Trung Quốc

Ngoài khu tự trị Nội Mông, còn có các châu tự trị, huyện tự trị Mông Cổ tại một số tỉnh khác tại Trung Quốc, tên bắt nguồn bằng tiếng Hán sẽ được phiên âm Hán-Việt, tên có nguồn gốc Mông Cổ được viết theo phiên âm latinh:
Châu tự trị:
- Châu tự trị dân tộc Mông Cổ và dân tộc Tạng Hải Tây, tỉnh Thanh Hải
- Châu tự trị dân tộc Mông Cổ Bayingholi, Tân Cương
- Châu tự trị dân tộc Mông Cổ Bortala, Tân Cương

Huyện tự trị:
- Huyện tự trị dân tộc Mãn và dân tộc Mông Cổ Vi Trường (Hà Bắc)
- Huyện tự trị dân tộc Mông Cổ Khách Lạt Thấm Tả (Liêu Ninh)
- Huyện tự trị dân tộc Mông Cổ Phụ Tân (Liêu Ninh)
- Huyện tự trị dân tộc Mông Cổ Qian Gorlos (Cát Lâm)
- Huyện tự trị dân tộc Mông Cổ Dorbod (Hắc Long Giang)
- Huyện tự trị dân tộc Mông Cổ Túc Bắc (Cam túc)
- Huyện tự trị dân tộc Mông Cổ Hà Nam (Thanh Hải)
- Huyện tự trị dân tộc Mông Cổ Hoboksar (Tân Cương)

## Các nhóm liên quan
Không phải tất cả các nhóm có quan hệ với người Mông Cổ thời Cổ đều được chính thức phân loại là dân tộc Mông Cổ theo hệ thống phân loại hiện nay. Các nhóm dân tộc chính thức khác sử dụng các ngôn ngữ Mông Cổ là:
- Người Đông Hương ở tỉnh Cam Túc
- Thổ tộc tại Thanh Hải và Cam Túc
- Người Daur (Đạt Oát Nhĩ) tại Nội Mông
- Người Bảo An tại Cam Túc
- Người Yugur (Dụ Cố) ở Cam Túc (những người Yugur khác nói một ngôn ngữ Turk)